# (4321) Zero
(4321) Zero ist ein Hauptgürtelasteroid, der am 2. März 1981 von Schelte John Bus vom Siding-Spring-Observatorium aus entdeckt wurde.
Der Asteroid wurde nach dem US-amerikanischen Schauspieler Zero Mostel (1915–1977) benannt.